# HMS Quebec (1760)
HMS Quebec (1760) — 32-пушечный фрегат 5 ранга Королевского флота. Первый британский корабль, названный в честь города Квебек.

## Постройка
Строился по чертежам Слейда 1757 года. Среди фрегатов этого типа только часть строились на королевских верфях, остальные у частных подрядчиков. При этом Адмиралтейство стремилось сократить плановый срок с 12 месяцев до 9, но последние строящиеся корабли не укладывались даже в 12, и срок был увеличен до 15 месяцев.
Заказан 16 июля 1759 года. Контракт на постройку заключен 25 июля 1759 года. Заложен в июле 1759 года. Название присвоено 30 июня 1760 года. Спущен на воду 14 июля 1760 года на частной верфи John Barnard & Co в Харвиче. Достроен 9 августа 1760 года там же.

## Служба

### Семилетняя война
1760 — вступил в строй в июне, капитан Арчибальд Кеннеди (англ. Archibald Kennedy); август, капитан Джон Гауэр англ. John Leveson Gower); 28 августа ушёл в Средиземное море; 24 декабря взял корсар Phenix.
1763 — июнь, выведен в резерв и рассчитан.

### Межвоенный период
1764 — февраль, обследован.
1768 — июль-октябрь, малый ремонт в Портсмуте.
1769 — возвращен в строй в июне, капитан Френсис Рейнольдс (англ. Francis Reynolds); 10 сентября ушёл на Подветренные острова.
1772 — август, выведен в резерв и рассчитан.

### Война за независимость США
Участвовал в Американской революционной войне. 
1777 — ноябрь, оснащение в Вулвиче для службы в своих водах, по июнь 1778 года.
1778 — возвращен в строй в марте, капитан Джордж Фармер (англ. George Farmer); понижен до 28-пушечного 6 ранга приказом Адмиралтейства от 11 марта; назначен во Флот Канала.
1779 — восстановлен до 32-пушечного приказом Адмиралтейства от 13 января; январь-апрель, оснащение и обшивка медью в Ширнесс; 15 сентября взял французский корсар L'Epervier; 6 октября загорелся и взорвался в бою с французским фрегатом Surveillante (32). Погибли 127 человек, включая капитана Фармера.

## Гибель
6 октября 1779 года Quebec оказался против французской Surveillante, номинально ему равной (оба 32-пушечные). Это был бы бой абсолютно равных, если бы не 9-фн пушки Quebec (в момент его оснащения 12-фунтовых не нашлось), а команда Surveillante не была, как обычно, многочисленнее. Тем не менее бой длился 2 часа, оба корабля лишились мачт, а потери в людях росли стремительно. Под конец британский корабль загорелся, а французский, чей капитан дю Кеди́к (фр. du Couëdic) был смертельно ранен, прекратил огонь и рыцарски начал спасение англичан, каких мог подобрать. Капитан Quebec Фармер отказался покинуть корабль и командовал борьбой с пожаром, пока на закате Quebec не взорвался. Последний раз Фармера видели спокойно сидящим на лапе уцелевшего якоря.
6 октября Quebec, капитан Фармер, и куттер Rambler, лейтенант Джордж (англ. George), примерно в 15 лигах к зюйд-весту от о. Уэссан, на рассвете обнаружили большой французский фрегат, Surveillante, в 28 × 18-фн и 12 × 6-фн пушек (номинально 32), и куттер. Около 10 утра фрегаты встали борт к борту и начали ожесточенный бой, длившийся 2½ часа; оба потеряли все мачты и сцепились бортами. Quebec (стреляя сквозь паруса, свисавшие за борт) загорелся, и пожар не удавалось потушить до 6 вечера, когда корабль взорвался, унеся жизни капитана, многих офицеров и команды. Rambler принудил французский куттер к бою около 11 утра и продолжал его почти до 2 часов пополудни, после чего француз отвернул и ушёл; Rambler был слишком поврежден для преследования. Он не имел возможности помочь Quebec, только послал шлюпку, спасшую 2 мичманов и 14 матросов. Фрегат Surveillante спас первого лейтенанта Робертса (англ. Mr. Roberts), второго лейтенанта морской пехоты, врача и 36 человек команды. Проходившее обломки русское судно спасло ещё 13.
Только 68 человек из его 195 спаслись, но и француз понес 45 % потери, и только с большим трудом удалось отбуксировать Surveillante в Брест. Бой стал весьма популярен у художников и граверов в обеих странах.

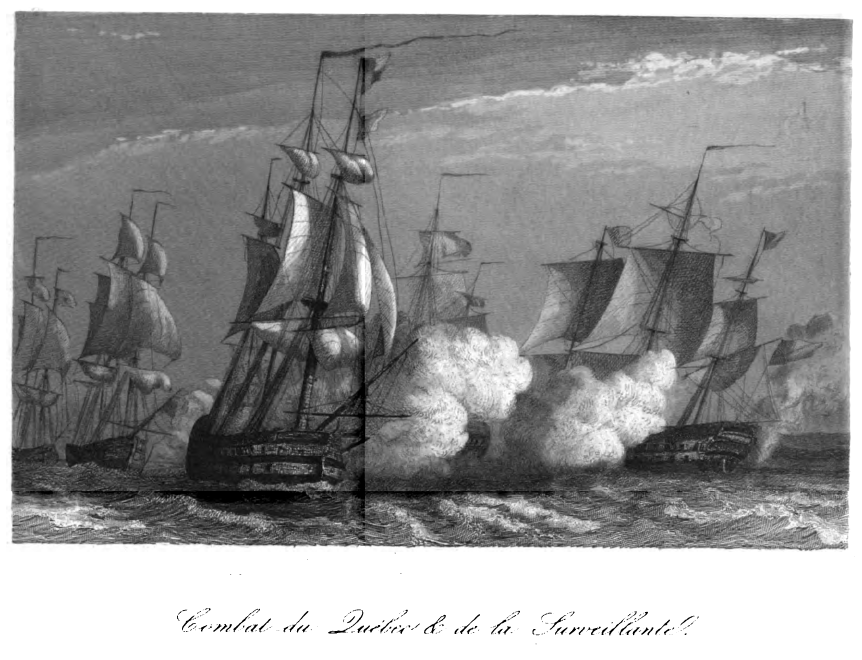
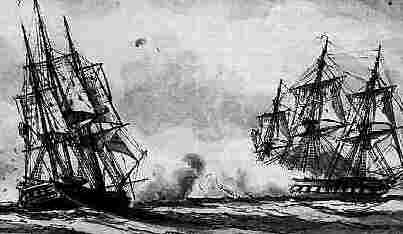
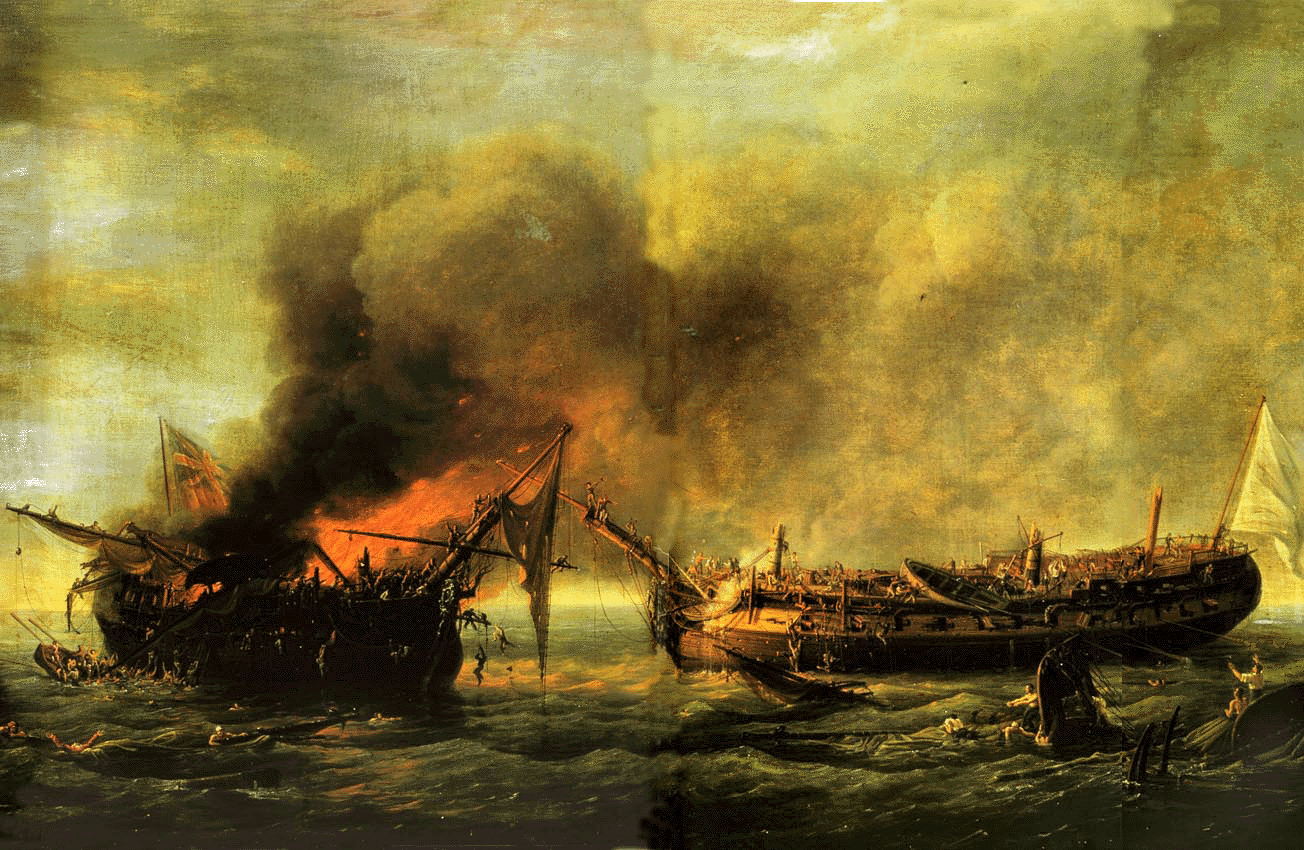
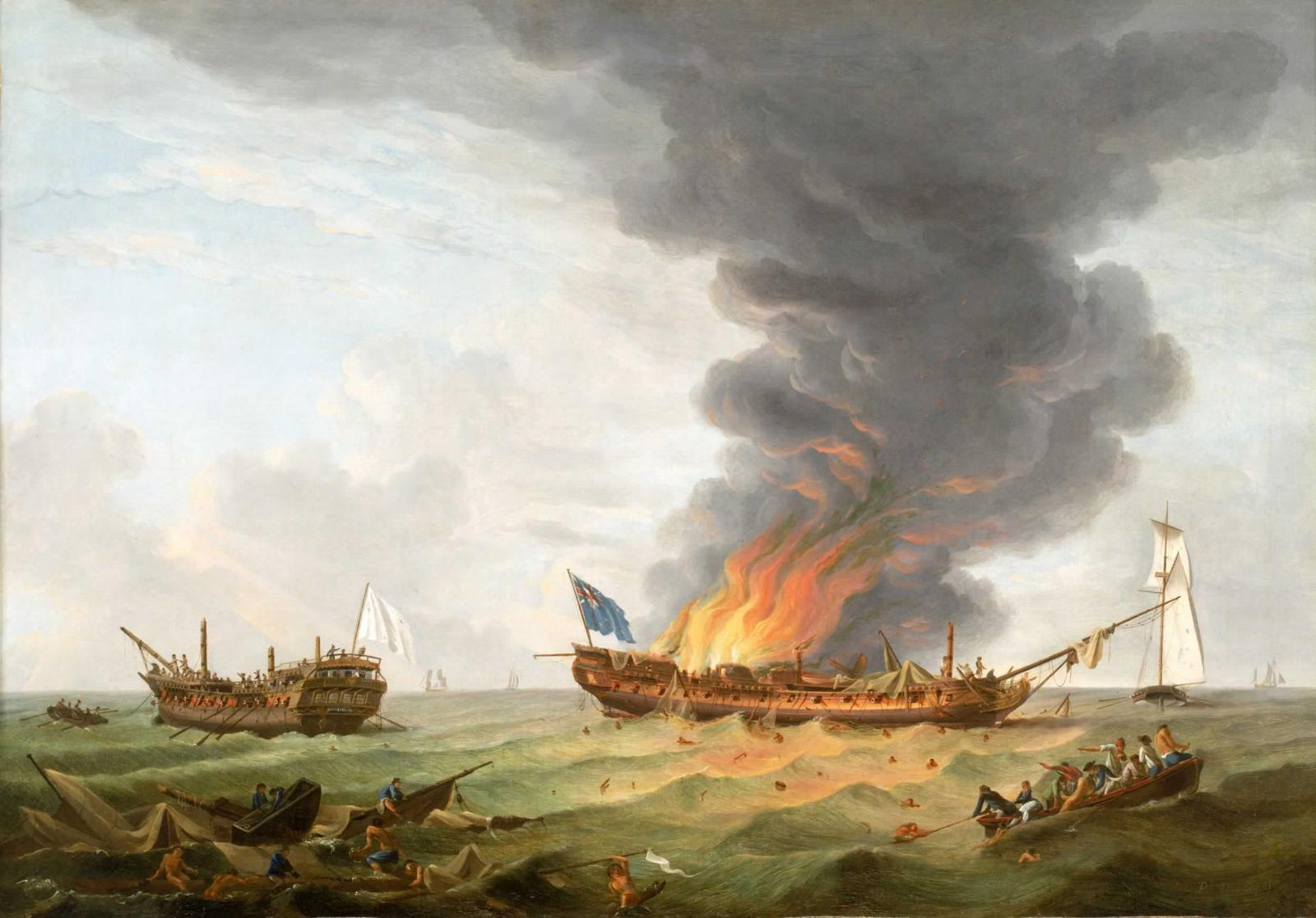
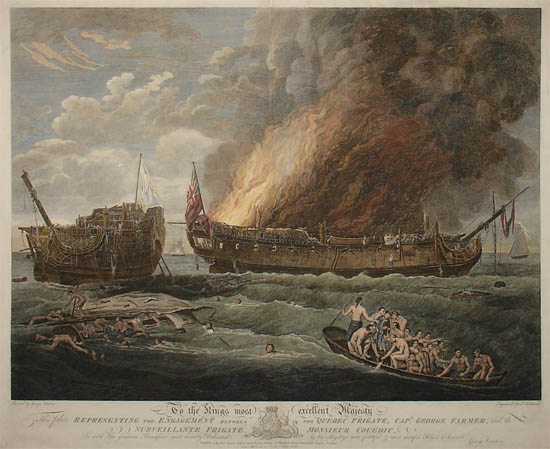
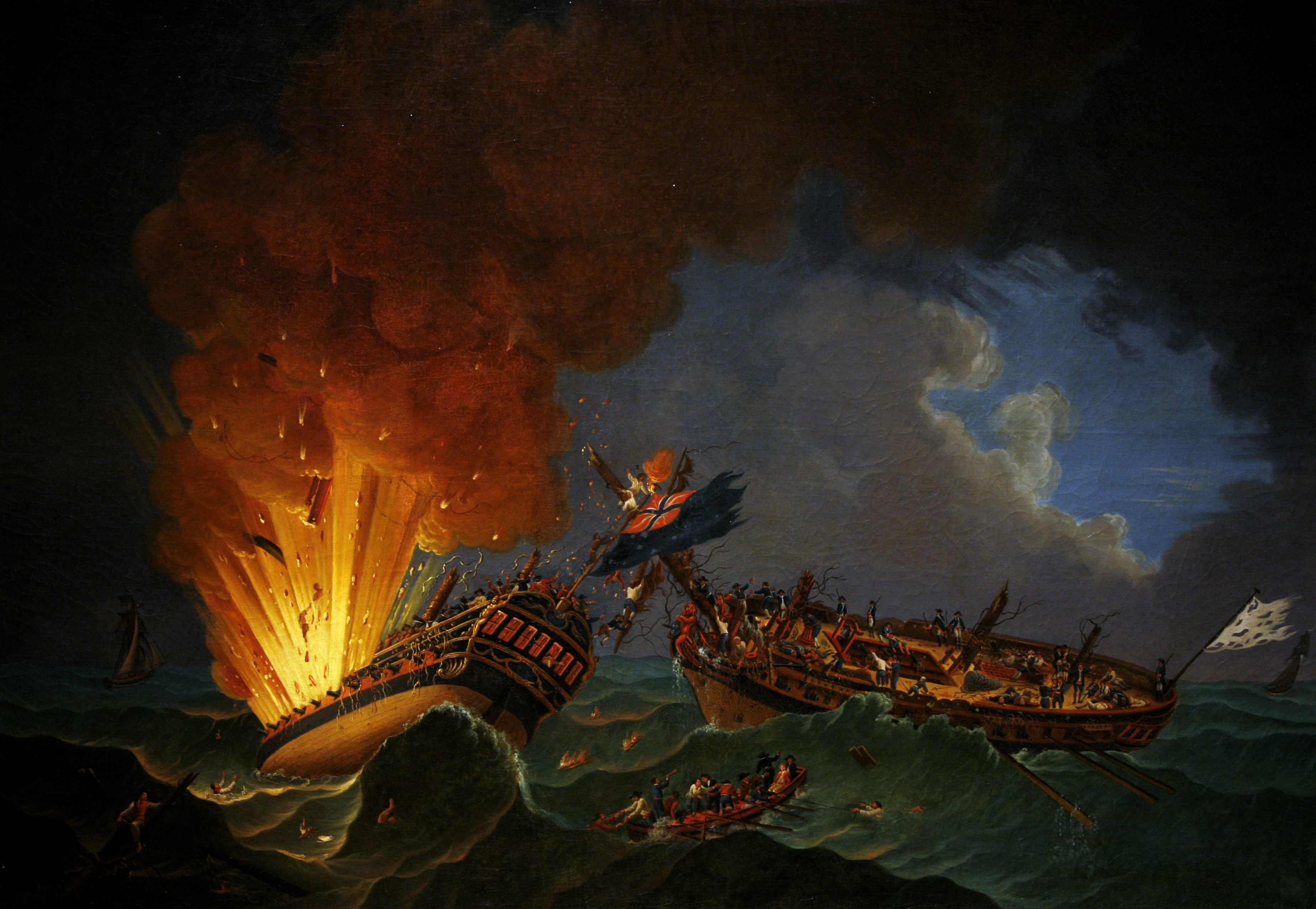